# 铜锣镇
铜锣乡，是中华人民共和国四川省宜宾市长宁县下辖的一个乡镇级行政单位。2019年8月，撤销铜锣乡，设立铜锣镇，以原铜锣乡所属行政区域为铜锣镇的行政区域。

## 行政区划
铜锣乡下辖以下地区：
龙湖社区、高潮村、爱国村、中联村、大坝村、百花村、高产村、红林村和龙峰村。